# Гаязова, Дарья Ренатовна
Дарья Ренатовна Гаязова (род. 24 декабря 1983, Москва) — канадская лыжница, участница Олимпийских игр в Ванкувере и в Сочи, призёрка этапа Кубка мира.
В Кубке мира Гаязова дебютировала в 2005 году, в декабре 2010 года единственный раз попала в тройку лучших на этапе Кубка мира, в командном спринте. Кроме этого, имеет два попадания в десятку лучших на этапах Кубка мира, по одному в командном и личном спринте. Лучшим достижением Гаязовой в общем итоговом зачёте Кубка мира является 71-е место в сезоне 2009-10.
На Олимпиаде-2010 в Ванкувере стартовала в четырёх гонках: спринт — 22-е место, дуатлон 15 км — 46-е место, эстафета — 15-е место, командный спринт — 7-е место.
За свою карьеру принимала участие в двух чемпионатах мира, лучший результат — 16-е место на чемпионате-2007 в Саппоро, в личных гонках не поднималась выше 28-го места.